# Сан Себастијано (Тревизо)
Сан Себастијано је насеље у Италији у округу Тревизо, региону Венето.
Према процени из 2011. у насељу је живело 216 становника. Насеље се налази на надморској висини од 71 м.